# Iglesia de San Ignacio de Loyola (Nueva York)
La iglesia de San Ignacio de Loyola (en inglés: Church of St. Ignatius Loyola) es una iglesia histórica ubicada en Nueva York, Nueva York. La Iglesia de San Ignacio de Loyola se encuentra inscrita  en el Registro Nacional de Lugares Históricos desde el 24 de julio de 1980. 

## Ubicación
La Iglesia de San Ignacio de Loyola se encuentra dentro del condado de Nueva York en las coordenadas 40°46′44″N 73°57′34″O / 40.778889, -73.959444.